# Sveti Tomaž, Sveti Tomaž

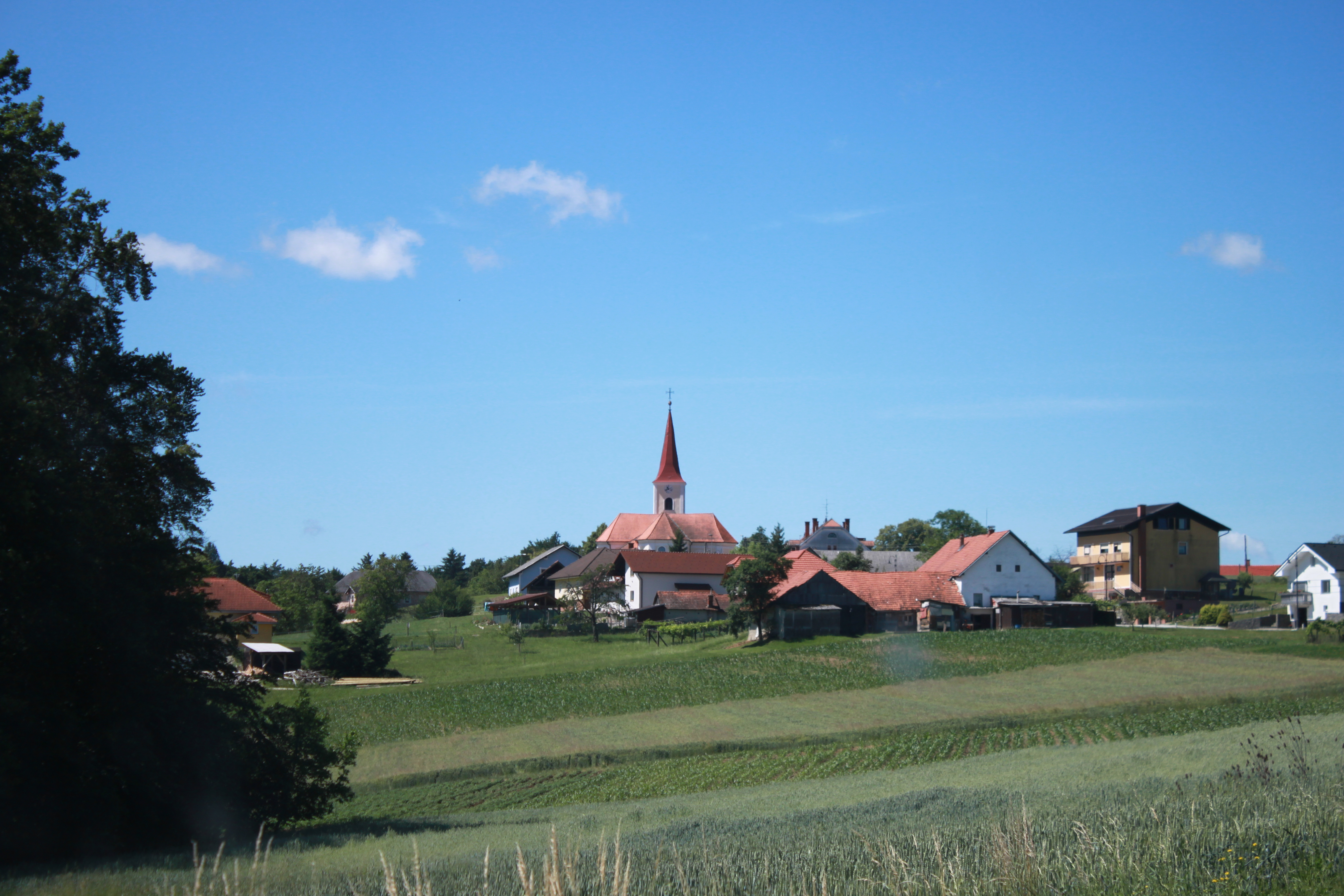
Sveti Tomaž (Slovenia), numele german Sankt Thomas bei Friedau; târziu biserica baroc din 1727.

Sveti Tomaž este o localitate din comuna Sveti Tomaž, Slovenia, cu o populație de 254 de locuitori.